# Marko Milič
Marko Milič (ur. 7 maja 1977 w Kranju) – słoweński koszykarz, występujący na pozycjach niskiego lub silnego skrzydłowego, od 2022 asystent trenera Dallas Mavericks.
Jego ojciec, Vladimir był mistrzem w pchnięciu kulą w byłej Jugosławii. Po wybraniu przez drużynę Philadelphia 76ers w drafcie NBA w roku 1997 z 34 pozycją, Milić przeszedł do drużyny Phoenix Suns.
Milić, który jest bardzo silnym zawodnikiem, grał na pozycji obrońcy, a czasem powierzane mu były rzuty z półdystansu. W ekipie Phoenix Suns zagrał łącznie 44 mecze. Milić wrócił do Europy, gdzie grał w ekipach KK Olimpija Lublana, Virtus Bolonia oraz Real Madryt. 3-krotny uczestnik Euro All-Star Game (1996, 1998, 1999).
W 2022 został asystentem trenera Dallas Mavericks.

## Osiągnięcia
Na podstawie, o ile nie zaznaczono inaczej.
Drużynowe
- Mistrz:
  - Pucharu ULEB (2007)
  - Hiszpanii (2007)
  - Słowenii (1995–1997, 2008)
  - Kuwejtu (2014)
- Wicemistrz Hiszpanii (2001)
- Zdobywca:
  - Pucharu Słowenii (1995, 1997, 2000, 2008)
  - Superpucharu Słowenii (2007, 2008)
- Finalista pucharu:
  - Hiszpanii (2001)
  - Włoch (2004)

Indywidualne
- MVP:
  - Superpucharu Słowenii (2008)
  - meczu gwiazd ligi słoweńskiej (1997, 2000)
  - kolejki Euroligi (12 – 2007/2008)
- Uczestnik meczu gwiazd:
  - ligi:
    - adriatyckiej (2007, 2008)
    - słoweńskiej (1994–1997, 2000)

  - FIBA EuroStar (1996, 1998, 1999)
- Zwycięzca konkursu wsadów lig słoweńskiej (1994, 1995)
- Zespół Union Olimpija zastrzegł należący do niego numer 12 (2015)

Reprezentacja
- Uczestnik:
  - mistrzostw:
    - świata (2006 – 9. miejsce)
    - Europy:
      - (1995 – 12. miejsce, 1997 – 14. miejsce, 1999 – 10. miejsce, 2001 – 15. miejsce, 2003 – 10. miejsce, 2005 – 6. miejsce)
      - U–22 (1994 – 8. miejsce, 1996 – 7. miejsce)

  - eliminacji do Eurobasketu (1995, 1997, 2001, 2003)